# Niessner Aladár
Niessner Aladár (1883. – ?) válogatott labdarúgó, csatár, jobbszélső.

## Pályafutása

### Klubcsapatban
A MAFC, majd a MAC jobbszélsője volt. Ezt követően vidéki csapatokban szerepelt. Szegeden, Nagyváradon végül Szombathelyen tett sok a labdarúgásért. Kivételesen gyors, technikás játékos volt, középcsatárként is megállta helyét.

### A válogatottban
1903 és 1907 között öt alkalommal szerepelt a válogatottban.

## Sikerei, díjai
- Magyar bajnokság
  - 2.: 1906–07, 1908–09
  - 3.: 1907–08

## Statisztika

### Mérkőzései a válogatottban
| Magyarország | Magyarország     | Magyarország               | Magyarország | Magyarország | Magyarország | Magyarország | Magyarország | Magyarország |
| #            | Dátum            | Helyszín                   | Hazai        | Eredmény     | Vendég       | Kiírás       | Gólok        | Esemény      |
| ------------ | ---------------- | -------------------------- | ------------ | ------------ | ------------ | ------------ | ------------ | ------------ |
| 1.           | 1903. április 5. | Budapest, Millenáris-pálya | Magyarország | 2 – 1        | Csehország   | barátságos   | -            |              |
| 2.           | 1904. június 2.  | Budapest, Millenáris-pálya | Magyarország | 3 – 0        | Ausztria     | barátságos   | -            |              |
| 3.           | 1904. október 9. | Bécs, Cricketer-pálya      | Ausztria     | 5 – 4        | Magyarország | barátságos   | -            |              |
| 4.           | 1907. április 7. | Budapest, Millenáris-pálya | Magyarország | 5 – 2        | Csehország   | barátságos   | -            |              |
| 5.           | 1907. május 5.   | Bécs, Rapid-pálya          | Ausztria     | 3 – 1        | Magyarország | barátságos   | -            |              |
|              | Összesen         |                            |              | 5            | mérkőzés     |              | 0            | gól          |